# Monako na Zimowych Igrzyskach Olimpijskich 1984
Monako na Zimowych Igrzyskach Olimpijskich 1984 reprezentował 1 zawodników w narciarstwie alpejskim. 
Był to pierwszy start Monako na zimowych igrzyskach olimpijskich.

## Narciarstwo alpejskie
Mężczyźni
| Konkurencja | Zawodnik     | Zjazd I | Zjazd I | Zjazd finałowy | Zjazd finałowy | Klasyfikacja końcowa | Klasyfikacja końcowa |
| Konkurencja | Zawodnik     | Czas    | Miejsce | Czas           | Miejsce        | Czas                 | Miejsce              |
| ----------- | ------------ | ------- | ------- | -------------- | -------------- | -------------------- | -------------------- |
| Slalom      | David Lajoux | DNF     | AC      | -              | -              | DNF                  | AC                   |
| Zjazd       | David Lajoux |         |         |                |                | 1:56,95              | 47.                  |